# Ga Đại học Quốc gia, Thành phố Hồ Chí Minh
Ga Đại học Quốc Gia (tên khác: Ga Suối Tiên) là một trong những nhà ga tàu điện của Tuyến số 1, nằm đối diện Khu du lịch Văn hóa Suối Tiên, thuộc địa bàn phường Linh Trung, thành phố Thủ Đức, Thành phố Hồ Chí Minh. Là nhà ga sát nhà ga cuối cùng của Tuyến Metro số 1.

## Lịch sử
Nhà ga chính thức mở cửa ngày 22 tháng 12 năm 2024.

## Cấu trúc nhà ga
| L2 Tầng ke ga                   | Ke ga bên, cửa sẽ mở ở bên phải                        | Ke ga bên, cửa sẽ mở ở bên phải                                                     |
| Ke ga 1                         | ← L1 Tuyến 1 đi Khu công nghệ cao (Hướng đi Bến Thành) |                                                                                     |
| Ke ga 2                         | L1 Tuyến 1 đi Bến xe Suối Tiên (Ga cuối) →             |                                                                                     |
| Ke ga bên, cửa sẽ mở ở bên phải |                                                        |                                                                                     |
| L1 Tầng trung chuyển            | Tầng 1                                                 | Khu bán vé, khu thương mại, khu bộ phận kỹ thuật, khu cổng ra vào và cổng kiểm soát |
| G                               | Mặt đất                                                | Cổng ra vào, bãi đậu xe và khu bộ phận kỹ thuật                                     |

## Vùng xung quanh
- Công viên văn hóa Suối Tiên
- Biển Thiên Động Ngọc Nữ
- Trường Đại học Công nghệ Thông tin

## Kết nối

### Xe buýt
Ga Đại học Quốc Gia kết nối với các tuyến xe buýt  8, 10, 19, 30, 33, 52, 53, 67, 76, 93, 99, 150, 60-1, 60-2, 60-3 và 60-7 tại trạm Khu du lịch Suối Tiên trên Xa lộ Hà Nội.